# 津末昭生
津末 昭生（つすえ あきお、1928年9月24日 - 1995年6月10日）は、日本の地球科学者。専門は鉱床学。熊本大学教授。東京都港区出身。祖父は衆院議員の津末良介。

## 経歴
成蹊高等学校から東京大学へ入学。1954年、理学部地学科（地質学課程）を卒業。鉱床学の渡辺武男教授の指導を受けて大学院に進み、1960年、博士課程を修了（理学博士）、「岩手県釜石鉱山地方の接触交代型鉄、銅鉱床について 」。 
理学部地質学教室助手となる。ただちに米国のコロンビア大学・プリンストン大学に留学し、1963年復職。
1970年、熊本大学理学部助教授、1973年、教授となる。1994年、停年退官。この間、1990年から1992年は理学部長を務める。墓所は多磨霊園。

## 業績
初期の研究のテーマは、釜石鉱山のスカルン鉱床を題材とした物質移動の熱力学的研究であったが、プリンストン大学では地球化学者H.D. ホランドと炭酸塩鉱物に入る陽イオンの熱水・鉱物間での分配を研究した。
また後年は、地質調査所の石原舜三と共に、日本の花崗岩に微量に存在する不透明鉱物について詳細な調査を行い、花崗岩はその中に微量の磁鉄鉱が含まれるか否かで二大別できることを見出し、花崗岩岩石学に大きく貢献した。